# Comté de Walker (Géorgie)
Pour les articles homonymes, voir Walker et Comté de Walker.
Le comté de Walker est un comté de Géorgie, aux États-Unis.

## Comtés adjacents
- Comté de Hamilton, Tennessee - nord
- Comté de Catoosa, Géorgie - nord-est
- Comté de Whitfield, Géorgie - est
- Comté de Gordon, Géorgie - sud-est
- Comté de Floyd, Géorgie - sud
- Comté de Chattooga, Géorgie - sud
- Comté de DeKalb, Alabama - sud-ouest
- Comté de Dade, Géorgie - ouest

## Démographie
| 1840  | 1850   | 1860   | 1870  | 1880   | 1890   |
| ----- | ------ | ------ | ----- | ------ | ------ |
| 6 572 | 13 109 | 10 082 | 9 925 | 11 056 | 13 282 |

| 1900   | 1910   | 1920   | 1930   | 1940   | 1950   |
| ------ | ------ | ------ | ------ | ------ | ------ |
| 15 661 | 18 692 | 23 370 | 26 206 | 31 024 | 38 198 |

| 1960   | 1970   | 1980   | 1990   | 2000   | 2010   |
| ------ | ------ | ------ | ------ | ------ | ------ |
| 45 264 | 50 691 | 56 470 | 58 340 | 61 053 | 68 756 |